# Арджеш (футбольный клуб)
«А́рджеш» (рум. F.C. Argeş Piteşti) — румынский футбольный клуб из города Питешти, выступает в Лиге I. Домашние матчи проводит на стадионе «Николае Добрин», вмещающем 16 500 зрителей.

## Достижения
- Чемпион Румынии (2):

1971/72, 1978/79.